# Guiselly Flores Arroyo
Guiselly Flores Arroyo (Castilla, 1973) es una activista peruana, promotora de los derechos de las personas que viven con VIH. Fue parte del grupo de personas que demandó al Estado peruano ante la Corte Interamericana de Derechos Humanos (Corte IDH) en 2002 por el acceso a tratamientos gratuitos para personas con VIH/sida.

## Biografía
Nació en 1973 en la localidad de Castilla, en el departamento de Piura, en la costa norte del Perú. Creció en una familia de ocho hermanos y recibió formación en un colegio católico.
En su adultez descubrió su diagnóstico de VIH de manera tardía tras la muerte de tres de los integrantes de su familia, sus dos primeros hijos y su esposo, debido a la falta de diagnóstico temprano y tratamientos adecuados en la década de 1990.

### Activismo
Guiselly Flores fue parte de las cinco personas que demandaron al Estado Peruano ante la Corte Interamericana de Derechos Humanos, en un proceso que duró entre el 2002 al 2005, con el objetivo de exigir al gobierno peruano acceso gratuito y universal al tratamiento del VIH/sida en Perú. La acción derivó en la promulgación de la Ley Nº 28243 para garantizar tratamientos integrales para las personas con VIH, SIDA e infecciones de transmisión sexual.
Es fundadora y directora de la Red Peruana de Mujeres Viviendo con VIH para el empoderamiento de las mujeres que viven con VIH en diferentes regiones del Perú, realiza trabajos comunitarios con las personas con VIH en una respuesta multisectorial conjunta, especialmente en el marco de la salud, generando incidencia para la modificatoria de normas técnicas que permiten la participación activa. Asimismo ha formado parte de organizaciones como la Red Latinoamericana de Personas con VIH (REDLA+) y de Girls Not Brides: La Alianza Global para Terminar con el Matrimonio Infantil.
Es representante de la Comunidad Internacional de Mujeres (ICW) Perú, una organización internacional que promueve el respeto de las mujeres con VIH en la sociedad. Además, se ha pronunciado y generado mecanismos, en articulación con organizaciones de derechos humanos como AHF Perú, para combatir los estereotipos sociales hacia las personas con VIH y garantizar mejores condiciones de vida para esta población.